# 士麥那 (印地安納州第開特縣)
士麥那（英語：Smyrna）是位於美國印地安納州第開特縣的一個非建制地區。該地的面積和人口皆未知。

## 地理
士麥那的座標為39°15′50″N 85°22′38″W / 39.26389°N 85.37722°W，而該地的平均海拔高度為294米（即965英尺）。